# Tor barakae
Tor barakae és una espècie de peix de la família dels ciprínids i de l'ordre dels cipriniformes. Va ser descrit pels ictiòlegs L. Arunkumar i Ch. Basudha el 2003.

## Morfologia
Els adults poden atènyer fins a 13,6 cm de longitud total.

## Distribució geogràfica
Se l'ha descobert al riu Barak, el que n'explica l'epítet 'barakae, a l'estat de Manipur, a Índia).